# Mercin-et-Vaux
Mercin-et-Vaux és un municipi francès situat al departament de l'Aisne i a la regió dels Alts de França. L'any 2007 tenia 932 habitants.

## Demografia

### Població
El 2007 la població de fet de Mercin-et-Vaux era de 932 persones. Hi havia 376 famílies de les quals 84 eren unipersonals (28 homes vivint sols i 56 dones vivint soles), 140 parelles sense fills, 128 parelles amb fills i 24 famílies monoparentals amb fills.
La població ha evolucionat segons el següent gràfic:
Habitants censats

### Habitatges
El 2007 hi havia 390 habitatges, 377 eren l'habitatge principal de la família, 2 eren segones residències i 11 estaven desocupats. 367 eren cases i 23 eren apartaments. Dels 377 habitatges principals, 278 estaven ocupats pels seus propietaris, 95 estaven llogats i ocupats pels llogaters i 4 estaven cedits a títol gratuït; 14 tenien dues cambres, 41 en tenien tres, 105 en tenien quatre i 217 en tenien cinc o més. 316 habitatges disposaven pel capbaix d'una plaça de pàrquing. A 166 habitatges hi havia un automòbil i a 190 n'hi havia dos o més.

### Piràmide de població
La piràmide de població per edats i sexe el 2009 era:
| Homes | Edats   | Dones |
| ----- | ------- | ----- |
| 0     | 95 o +  | 4     |
| 0     | 90 a 94 | 0     |
| 0     | 85 a 89 | 8     |
| 0     | 80 a 84 | 4     |
| 4     | 75 a 79 | 8     |
| 12    | 70 a 74 | 12    |
| 20    | 65 a 69 | 32    |
| 48    | 60 a 64 | 32    |
| 36    | 55 a 59 | 60    |
| 48    | 50 a 54 | 32    |
| 36    | 45 a 49 | 48    |
| 44    | 40 a 44 | 36    |
| 28    | 35 a 39 | 40    |
| 20    | 30 a 34 | 16    |
| 24    | 25 a 29 | 24    |
| 8     | 20 a 24 | 28    |
| 48    | 15 a 19 | 12    |
| 52    | 10 a 14 | 48    |
| 20    | 5 a 9   | 20    |
| 8     | 0 a 4   | 12    |

## Economia
El 2007 la població en edat de treballar era de 615 persones, 442 eren actives i 173 eren inactives. De les 442 persones actives 411 estaven ocupades (224 homes i 187 dones) i 31 estaven aturades (12 homes i 19 dones). De les 173 persones inactives 70 estaven jubilades, 54 estaven estudiant i 49 estaven classificades com a «altres inactius».

### Ingressos
El 2009 a Mercin-et-Vaux hi havia 379 unitats fiscals que integraven 977,5 persones, la mediana anual d'ingressos fiscals per persona era de 20.843 €.

### Activitats econòmiques
Dels 65 establiments que hi havia el 2007, 3 eren d'empreses de fabricació de material elèctric, 6 d'empreses de fabricació d'altres productes industrials, 9 d'empreses de construcció, 17 d'empreses de comerç i reparació d'automòbils, 5 d'empreses de transport, 4 d'empreses d'hostatgeria i restauració, 1 d'una empresa financera, 8 d'empreses immobiliàries, 6 d'empreses de serveis, 1 d'una entitat de l'administració pública i 5 d'empreses classificades com a «altres activitats de serveis».
Dels 19 establiments de servei als particulars que hi havia el 2009, 1 era una oficina de correu, 4 tallers de reparació d'automòbils i de material agrícola, 2 paletes, 1 fusteria, 2 lampisteries, 1 electricista, 2 empreses de construcció, 1 perruqueria, 1 agència de treball temporal, 3 restaurants i 1 agència immobiliària.
L'únic establiment comercial que hi havia el 2009 era un supermercat.

## Equipaments sanitaris i escolars
El 2009 hi havia una escola elemental.

## Poblacions més properes
El següent diagrama mostra les poblacions més properes.